# The Walking Dead: Dead City
The Walking Dead: Dead City är en amerikansk skräckserie från 2023. Serien är skapad av Eli Jorné, och är baserad på karaktärerna Maggie och Negan från tidigare Walking Dead-serier. Filminspelningen började i New York i juli och avslutades i oktober 2022. Serien har fått kontrakt på en andra säsong.
Serien hade premiär den 18 juni 2023 och består av sex avsnitt.

## Handling
Serien kretsar kring Maggie Rhee och Negan Smith som reser till ett post-apokalyptiskt Manhattan för att söka efter Maggies kidnappade son. Den fallfärdiga staden är full av invånare som har gjort New York till sin egen värld som genomsyras av anarki och skräck.

## Rollista (i urval)
- Lauren Cohan – Maggie Greene
- Jeffrey Dean Morgan – Negan
- Gaius Charles – Perlie Armstrong
- Željko Ivanek – Kroaten
- Jonathan Higginbotham – Tommaso
- Mahina Napoleon – Ginny
- Trey Santiago-Hudson – Jano
- Michael Anthony – Luther

## Avsnitt
| Säsong | Säsong | Avsnitt | Avsnitt | Originalvisning       | Originalvisning      |
| Säsong | Säsong | Avsnitt | Avsnitt | Första sändningsdatum | Sista sändningsdatum |
| ------ | ------ | ------- | ------- | --------------------- | -------------------- |
|        | 1      | 6       | 6       | 18 juni 2023          | 23 juli 2023         |
|        | 2      | 8       | 8       | TBA                   | TBA                  |

### Säsong 1 (2023)
| Nr i serien | Nr i säsongen | Titel                       | Regissör        | Manus             | Originalvisning |
| ----------- | ------------- | --------------------------- | --------------- | ----------------- | --------------- |
| 1           | 1             | "Old Acquaintances"         | Loren Yaconelli | Eli Jorne         | 18 juni 2023    |
| 2           | 2             | "Who's There?"              | Loren Yaconelli | Eli Jorne         | 25 juni 2023    |
| 3           | 3             | "People Are a Resource"     | Kevin Dowling   | Keith Staskiewicz | 2 juli 2023     |
| 4           | 4             | "Everybody Wins a Price"    | Kevin Dowling   | Eli Jorne         | 9 juli 2023     |
| 5           | 5             | "Stories We Tell Ourselves" | Gandja Monteiro | Brenna Kouf       | 16 juli 2023    |
| 6           | 6             | "Doma Smo"                  | Gandja Monteiro | Eli Jorne         | 23 juli 2023    |

### Säsong 2
| Nr i serien | Nr i säsongen | Titel | Regissör | Manus | Originalvisning |
| ----------- | ------------- | ----- | -------- | ----- | --------------- |
| 7           | 1             | "TBA" | TBA      | TBA   | TBA             |